# 体育社会学
体育社会学是介于体育科学和社会学的综合学科，是社会学领域的应用社会学的分支，体育科学中的一门基础学科。它从社会本质上来把握体育的特征，功能，手段，途径。目的在于促进体育运动和社会系统的正常发展。体育运动作为人类的高级文明活动，是人类的一种具有独立体系的文化形态，深刻地影响着人们的生活方式。
体育运动受行为法规、空间和时间限制的约束，并有管理机构。它指向一个目标，让人知道赢家和输家。这很有竞争力，也很可笑。所有体育运动都具有文化背景，与东道国社会的价值体系和权力关系交织在一起。
体育社会学（虽然不是本身的名字）的出现可以追溯到19世纪末，当时第一次进行了关于比赛和速度制定的群体效应社会心理学实验。除了文化人类学及其在人类文化中对游戏的兴趣之外，约翰·赫伊津哈的《游戏的人》或托尔斯坦·凡勃仑的《有闲阶层理论》是最早以更普遍的方式思考体育的作品之一。《游戏的人》讨论了游戏元素在文化和社会中的重要性。约翰·赫伊津哈认为游戏，特别是体育，是文化生成的首要条件和必要条件。这些书面著作为体育社会学研究的兴起做出了贡献。1970年，体育社会学作为一个有组织、合法的研究领域获得了极大的关注。北美体育社会学学会成立于1978年，旨在研究这一领域。其研究机构《体育社会学杂志》成立于1984年。
人们普遍认为体育运动可以同时被视为一种仪式和游戏。因此，体育运动可以被视为一个平行的仪式过程，与休闲时间和自由有关。仪式的象征作用允许对男性之间以及女性之间的社会关系以及体育运动对国家的影响进行分类。古巴的棒球、西印度群岛的板球和大多数拉丁美洲国家的足球等一些国家体育项目激发了超越种族地位、地区出身或阶级界限的热情。因此，体育是一个重要的分析领域，可以更好地了解现代社会的运作。

## 历史
- 19世纪末，就有一些社会学家研究有关体育问题。如运动场，游乐场和娱乐问题。
- 20世纪20～30年代，体育社会学作为独立学科出现。[4]

## 起源
早在19世纪下半叶,英国学者、社会学创始人之一H.斯宾塞就探讨过体育的教育问题。德国社会学家M.韦伯论述过清教徒对体育运动的兴趣；G.齐美尔也曾以体育竞赛来揭示人的社会化，并把它视为冲突中的一个统一因素。现代体育社会学发端于20世纪20～30年代。一般认为，德国学者H.里塞和美国学者F.罗德是该学科的开拓者。1912年里塞出版了《运动社会学》，第一次把体育运动作为一种社会活动方式，用社会学的理论和方法对体育运动进行了考察。罗德于1937年发表了《体育社会学》。初期的体育社会学侧重研究竞技、体育团体、大学体育运动、观众等问题。

## 发展
第二次世界大战后,美国、波兰、日本、苏联、芬兰等国的学者对体育运动进行了系统的社会学研究。1956年罗德等人发表的《目标──建立一门体育运动社会学》一书被国际体育理论界公认为首创性著作。1964年 6月，由国际社会学学会倡议，在国际运动与体育理事会日内瓦工作会议上，正式成立国际体育运动社会学委员会。它每年都举行年会，就有关体育运动的社会学问题进行学术讨论与研究。工作内容有：①组织世界性学术讨论会；②举办研究班；③与社会学界共同举办有关体育社会学的会议；④开展国际合作的科学研究活动；⑤创办期刊。主要刊物有《国际体育社会学评论》和《国际体育社会学委员会公报》。此后不久，被国际社会学学会接纳为会员,标志着体育社会学学科地位的正式确立,体育社会学的学术研究也开始从分散进入国际合作时期。

## 研究方向
当代美国大部分体育院系都开设体育社会学课程，有的院校还可颁授博士学位。重视发挥教学优势，以推动体育社会学的发展，是西方许多国家的共同特点。苏联的体育社会学着重研究：体育运动的社会性质；作为社会生活现象和社会体制重要组成部分的体育运动产生和发展的规律性；体育运动在社会中的地位与作用等。

## 种族和体育

### 1936年柏林奥运会
1936年柏林奥运会引发了争议，因为主办国（纳粹德国）的言论和法律涵盖了公开和极端的种族主义，而且事实上很大程度上是基于这种种族主义。许多德国人对非白人运动员被允许参赛感到沮丧；“纳粹对与‘原始’种族的体育接触，尤其是与黑人运动员的比赛深感冒犯。”
阿道夫·希特勒同意这样一个命题，即祖先“来自丛林”的人是“原始的，因为他们的身体比文明的白人强壮。”并希望在奥运会上实施种族隔离，但奥林匹克委员会拒绝了。然而，纳粹政权确实利用他们所能取得的任何成果来宣传他们所称的雅利安种族的优越性。

### 历史上的种族主义理论
体育运动一直以种族社会关系为特征。19世纪末，阿蒂尔·德·戈比诺伯爵试图证明白人在身体和智力上的优越性，这是对种族的第一次科学考察。达尔文的自然选择理论也被用来为种族主义服务。在黑人运动员的运动能力被证明后，这一理论转向了以牺牲智力为代价的体能。
提出了一些种族主义理论。黑人之所以能运动，是因为动物吃掉了所有的慢。“中间通道”的神话认为，只有最有运动能力的黑人才能在奴隶贸易和种植园工作中生存下来。母系理论认为，缺席的父亲会让黑人将愤怒发泄到体育运动中，教练会成为父亲的形象。曼迪戈理论认为，最强壮的黑人是与最强壮的身体一起长大的。

### 当代社会学
年轻的非裔美国人将体育视为向上社会流动的手段，而传统的就业方式却剥夺了他们的这种流动性。 种族往往与阶级、性别和种族相互影响，以确定某些运动的可及性，以及运动员的形象。例如，非裔美国人无法打高尔夫，与其说是因为种族，不如说是因为所需的高经济和社会资本。
种族往往与性别有关，女性在体育运动中获得机会和成功的机会较少。一旦一个女人成功了，她的种族会被淡化，性取向会被强调。 在某些文化中，尤其是穆斯林文化中，妇女被剥夺了参加体育运动的权利。
在团队运动中，白人球员经常被安排在需要智慧、果断、领导力、冷静和可靠性的中心位置。黑人球员的位置反过来要求运动能力、体力、速度和爆发力。例如，白人球员担任中场核心，黑人球员担任边锋。

### 反对体育领域种族隔离的国际宣言
由于在体育比赛中种族歧视问题频发，联合国大会认识到到消除种族隔离及向南非人民提供援助来建立一个不分种族的社会是国际社会最关切的事项之一，联合国大会在1977年12月14日公布了反对体育领域种族隔离的国际宣言。其中内容谴责种族隔离的政策和行径，包括在体育领域的种族隔离，并谴责在任何领域同种族主义政权进行勾结。重申无条件支持不许因种族、宗教或政治关系而实行歧视的奥林匹克原则，并重申其信念，成绩应为参与体育活动的唯一标准。

## 体育中的性别
女性参与体育运动受到围绕身体的父权制意识形态以及女性和性观念的影响。体力消耗不可避免地会导致肌肉的发育，这与男子气概男性气质有关，这与现代消费文化所呈现的女性观念形成鲜明对比。早期进入体育界的女性更有可能挑战这些刻板印象。
电视网络和公司专注于展示被认为有吸引力的女运动员，这淡化了这些女运动员的成就。与男性运动相比，女性运动较少被新闻报道。在体育赛事期间，相机特别关注有吸引力的女性Allen Guttman认为，体育的色情成分不能被根除，因此仍然是其关键组成部分之一。此外，有吸引力的男女运动员将永远受到更多的追捧。应该研究体育的色情成分，而不是被彻底拒绝
詹妮弗·哈格里夫斯（Jennifer Hargreaves）看到了女性在体育界的三种政治策略：
共同选择：该策略拒绝了关于生物差异和传统性别价值观的保守主张。自由女权主义者认为，在由男性创造和控制的体育运动中，女性将逐渐接管更多角色。
分离主义：激进女权主义者的立场，通过组织体育赛事和独立于男性的理事会来倡导自我实现。这将进一步增加参加各种运动的女性人数。
合作：由社会主义女权主义者倡导，他们认为男女之间的合作将有助于建立新的体育模式，以消除性别差异。他们认识到现代资本主义社会中斗争的多样性，并旨在从中解放出来。与分离主义不同，它与男性打交道，并且比共同选择更广泛。合作假设男人不是天生的压迫，而是被社会化，以复制压迫性角色。

## 体育社会学的理论

#### 功能主义
结构功能主义理论将社会视为一个复杂的系统，其各部分共同促进团结和稳定。体育本身从宗教仪式发展而来，这有助于促进社区的社会和道德团结。
Bromberger看到了宗教仪式和足球比赛之间的相似之处。比赛以特定的空间配置举行，球场是神圣的，可能不会被球场入侵者污染，并导致球迷的强烈情绪状态。与宗教仪式一样，观众根据权力的社会分配进行空间分布。足球赛季有一个固定的日历。比赛日的团体角色是仪式性的，穿着特别长袍的人进行激烈的仪式表演。作为一个教会，足球有一个从地方到全球层面的组织网络。比赛有一个顺序，指导参与者的行动，从赛前到赛后行动。最后，足球仪式创造了一种共感。歌曲和编舞可以被视为一个内在的仪式，观众通过这个仪式将他们的力量转移到团队中。
考虑到并非所有行动都支持现有社会结构的事实，Robert K.Merton看到了一个人对现有结构做出反应的五种方式，这些方式也可以应用于体育运动:循规蹈矩、创新、仪式主义、退缩和反叛逆。
Erving Goffman借鉴了Durkheim对积极仪式的概念，强调了个人“面孔”的神圣地位。积极(赞美、问候等)和消极(避免对抗、道歉等)仪式都有助于保护一个人的脸。例如，体育记者利用积极和消极的仪式来保护他们希望与之保持良好关系的运动员的面孔。Birrell进一步假设体育赛事是仪式性比赛，运动员通过勇敢、良好发挥和正直的结合来展示自己的性格。一场好的表演有助于加强运动员的良好形象。

#### 解释社会学
解释社会学探讨社会行为与地位、主体性、意义、动机、身份和社会变化的相互关系。它避免通过一般规律和概括来解释人类群体，更喜欢马克斯·韦伯所说的理解——理解和解释个人动机。体育允许在一场比赛或比赛的框架内创造各种社会身份，这些身份可能在比赛期间或在多场比赛的整个过程中发生变化。运动员的角色进一步影响他们在比赛或比赛之外的行为，即扮演学生运动员的角色。
韦伯提出了合理化的概念。在现代社会中，关系是以技术知识而不是道德和政治原则为基础，尽可能高效地组织起来的。这就产生了高效、客观和同质的官僚机构。艾伦·古德曼确定了合理化的几个关键方面，这些方面同样可以应用于体育：
- 世俗主义：现代体育已经独立于其发展所依据的宗教机构。在前现代社会，体育和宗教庆典是相互关联的。宗教在体育运动中确实有一定的重要性，这可以从赛前仪式、迷信和祈祷中看出。
- 精英主义：体育促进公平竞争，而前现代体育是排他性的。例如，古代奥运会将妇女和非公民排除在外。相比之下，现代体育为弱势群体提供了机会，而公平的裁判提供了一个公平的竞争环境。社会地位仍然对体育运动的普及和成功发挥着重要作用。富裕国家将有更多成功的运动员，而更高阶层将有机会获得更好的训练和准备。

- 专业化：现代体育和工业一样，有着复杂的分工。运动员在球队中扮演着非常特殊的角色，他们必须学习和表演，即美式足球中的踢球者。这并不适用于所有的体育运动，因为有些人重视在必要时扮演多个角色的能力。

- 合理化：现代体育确定了实现预期目标的最有效方式。另一方面，朱利亚诺蒂指出，体育运动被非理性的行为所支配。

#### 新马克思主义
卡尔·马克思认为体育植根于其经济背景，受制于商品化和疏远。新马克思主义将体育视为一种意识形态工具资产阶级，用来欺骗群众，以保持控制。作为劳动者，运动员放弃了他们的劳动力，遭受与疏远工人相同的命运。除了支持工业资本主义、体育将繁重的体力劳动和过度工作传播为积极的东西。
专门的劳动力分工运动员不断进行相同的动作，而不是创造性地、实验性地和自由地进行比赛。运动员经常有自由的幻觉，没有意识到失去对劳动力的控制。观众自己通过支持和参与来支持运动员的劳动的异化。
马克思主义理论已被用于研究体育的商品化，例如，运动员自己如何成为商品或促进它们，20世纪体育的超商业化，俱乐部如何变得像传统公司，以及体育组织如何成为品牌。
这种方法因其生的倾向而受到批评经济主义，并假设当前所有社会结构都是为了维持现有的资本主义秩序。支持运动队不一定与发展相矛盾阶级意识和参与阶级斗争。体育赛事有许多政治抗议的例子。新马克思主义对体育的分析也往往低估了体育的审美方面。

## 身体与体育
80年代，随着米歇尔·福柯的工作，身体成为研究的主题。对他来说，权力是以两种不同的方式行使的——通过生物动力和纪律处分权。生物动力以政治控制为中心在对人体和整个人群的关键生物方面，如出生、繁殖、死亡等。纪律处分权是通过对身体的日常训练来行使的，特别是通过控制时间和空间。艾希伯格认为，三种不同类型的身体突出了体育运动中有纪律和无纪律的身体之间的区别：对话体是前现代节日和狂欢节的主要形式，具有不同的形状和大小，是为了摆脱控制。流线型、改进的身体，用于运动成就和比赛。健康、笔直的身体，通过严格的健身制度塑造。这种怪异的身体可以在前现代的节日和嘉年华中看到，即民间摔跤或三条腿的比赛。现代体育教育学在严格和自由、纪律和控制之间波动，但教练和运动员之间的权力和知识的等级关系仍然存在。塞格尔声称，体育的文化提升反映了现代社会对体育表现的更广泛转变，这使军国主义、战争和法西斯主义死灰复燃。法兰克福学派的一些代表将体育视为对身体法西斯主义思想的崇拜。Tännsjö声称，过度赞扬体育实力反映了社会中的法西斯主义元素，因为它使对弱者和失败者的嘲笑正常化。

## 运动和伤害
Prizefighting允许对暴力身体进行研究。奖品战士将他们的身体资本转化为奖品战斗资本，以赢得名声、地位和财富。他们的身体被经理们剥削，他们知道这一点，他们把自己描述为妓女、奴隶和种马。 Prizefighters接受他们身体遭受的常规伤害，同时担心这种伤害的影响。对此的频繁回应是试图将自己变成英雄人物。在某种程度上，所有接触性运动都将暴力作为战略的一部分。体育暴力不是个人的，而是社会化的产物。Finn将足球运动员视为融入准暴力文化，这突出了与正常生活不同的价值观。它接受暴力作为游戏的核心。
通过贝克的“风险社会”理论，可以看到运动员的身体伤害。风险社会的特点是反身现代性，社会成员消息灵通，批判并参与社会结构的塑造。与传统社会的常规风险不同，现代社会识别并最大限度地降低风险。运动中的反射现代性体现在孤立中，最大限度地减少和消除身体伤害的原因，同时保持这些运动特有的技术和策略。较低阶层获得风险评估和规避的机会较低，因此参与高风险运动的比率更高。
尽管如此，运动员仍然被认为忽视并试图克服痛苦，因为克服痛苦被视为勇敢和英勇。运动员使身体看起来无敌的能力是体育专业精神的一个组成部分。这种对痛苦的忽视往往是一些体育亚文化的关键部分。儿童也经常遭受急性疼痛和伤害，即体操。

## 体育中的情感
情绪一直是运动的重要组成部分，因为它会影响运动员和观众自己。研究运动中情绪影响的理论家和社会学家试图将情绪分为几类。有争议、辩论和激烈讨论，这些分类不是确定的或一成不变的。情绪在运动中非常重要；运动员可以利用情绪向队友和教练传达具体和重要的信息，也可以利用情绪发送虚假信号来迷惑对手。除了运动员利用情感的优势外，情感还会对运动员及其表现产生负面影响。例如，“舞台恐惧”或紧张和忧虑会影响他们在运动中的表现，无论是积极的还是消极的。
根据运动水平，情感水平会有所不同。在职业运动中，情绪可能非常强烈，因为有更多担任不同角色的人参与其中。有专业运动员、教练组、裁判、电视摄制组、评论员，最后但并非最不重要的是球迷和观众。有更多的公共媒体、压力和自我压力。不在情感上投入体育是极其困难的；体育非常善于展现人们最坏的品质。当一支球队在激烈的比赛中击败另一支球队时，发生了激烈的争吵，大声的战斗和大喊大叫，以及激烈的口头争论。情绪也具有高度传染性，特别是如果一个空间里有很多情绪化的人。

## 体育运动中的二元划分
通过许多不同的视角来看待体育。因此，一些二元划分往往是有压力的，许多体育社会学家已经表明，这些划分可以在性别意识形态中创造结构，影响性别之间的关系，以及倡导或挑战社会和种族阶级结构。其中一些二元划分包括:专业与业余，大众与顶级，主动与被动/观众，男性与女性，体育与娱乐(作为有组织和制度化的活动的对立面)。
二元划分不仅可以在体育本身中看到，而且在体育研究中也可以看到。研究领域主要由男性主导，因为许多人认为，与男性的研究相比，女性的投入或研究是不真实的。一些女性研究人员也觉得，她们必须“赢得”自己在体育研究领域的地位，而大多数男性并没有。虽然这一领域的女性研究人员在进行研究时确实必须处理与性别有关的问题，但这并不妨碍她们收集和理解她们正在收集的数据。体育社会学家认为，在收集体育研究时，女性可以有一个独特的视角，因为她们能够更近距离地观察和理解体育赛事中女性球迷的一面。
根据女权主义或其他反思性和打破传统的范式，体育有时被研究为有争议的活动，即作为各种个人/群体利益中心的活动(体育与性别、大众媒体或国家政治的联系)。这些观点为人们提供了不同的方式来思考体育，并找出二元划分之间的差异。体育运动一直对整个世界以及各个社会和其中的人产生巨大的影响。体育世界有很多积极的方面，特别是有组织的体育。体育涉及社区价值观，试图建立和行使良好的道德和伦理。观众体育通过“游戏”中显示的关键社会价值观为观众提供了活力。成为一个粉丝会教会你各种各样的技能，这些技能是日常生活中非常重要的一部分，无论是在办公室、家里还是在路上。这些技能包括团队合作、领导力、创造力和个性。

## 研究对象
- 体育的社会结构，特点
- 体育跟社会的相互关系
- 体育社会问题
- 体育形态
  - 大众体育
  - 竞技体育

## 相关学科
- 社会体育学（也叫群体体育学）
- 体育社会科学（有关体育的社会科学群的总称）

## 延伸閱讀
- Bourdieu, Pierre. . London: Routledge In The Cultural Studies Reader, During, S. (ed.). 1993: 339–355. ISBN 0-415-07708-7. OCLC 28818343.

- Cashmore, Ernest. . London, UK; New York, NY: Routledge. 2000  [2017-12-02]. ISBN 0-415-18169-0. OCLC 41548336. （原始内容存档于2017-02-16）.
- Coakley, Jay J.  8th. Boston, MA: McGraw-Hill. 2004  [2017-12-02]. ISBN 0-07-255657-9. OCLC 51631598. （原始内容存档于2017-02-16）.
- Collins, Michael F. and Tess Kay. . London: Routledge. 2003  [2017-12-02]. ISBN 0-415-25959-2. OCLC 51527713. （原始内容存档于2017-02-16）. - Examines how social factors that exclude participation in sports, including poverty, age, ethnicity, gender, etc.
- Danielson, Michael N. . Princeton, NJ: Princeton University Press. 1997  [2017-12-02]. ISBN 0-691-03650-0. OCLC 35397761. （原始内容存档于2017-02-16）.
- Dunning, Eric and  Dominic Malcolm (editors). . London, UK; New York, NY: Routledge. 2003. ISBN 0-415-26292-5. OCLC 51222256.
- Dyck, Noel. . Oxford: Berg. 2000. ISBN 1-85973-312-3. OCLC 44485325.
- Dunleavy, Aidan O.; Andrew W. Miracle & C. Roger Rees. . Fort Worth: Texas Christian University Press. 1982. ISBN 0-912646-78-0. OCLC 8762539.
- Eitzen, D. Stanley and George Harvey Sage.  7th. Boston, MA: McGraw-Hill. 2003. ISBN 0-07-235400-3. OCLC 49276709.
- Giulianotti, Richard. . Oxford, UK; Malden, MA: Polity. 2005. ISBN 0-7456-2545-2. OCLC 56659449.
- Giulianotti, Richard. . New York, NY: Palgrave Macmillan. 2004. ISBN 0-333-80078-8. OCLC 55095622.
- Guttmann, Allen.  Updated with a new afterword. New York, NY: Columbia University Press. 2004. ISBN 0-231-13341-3. OCLC 54503875.
- Guttmann, Allen. . New York: Columbia University Press. 1994. ISBN 0-231-10042-6. OCLC 30036883.
- Heywood, Leslie, and Shari L. Dworkin. . Minneapolis, MN: University of Minnesota Press. 2003. ISBN 0-8166-3623-0. OCLC 51304091.
- Houlihan, Barrie (editor). . London, UK; Thousand Oaks, CA: Sage Publications. 2003. ISBN 0-7619-7033-9. OCLC 52460691.
- Jarvie, Grant & Maguire, Joseph. . London: Routledge. 1994. ISBN 0-415-07703-6. OCLC 30030487.
- Jarvie, Grant. . London: Routledge. 2006. ISBN 0-415-30647-7. OCLC 60650865.
- Jay, Kathryn. . New York, NY: Columbia University Press. 2004. ISBN 0-231-12534-8. OCLC 54503879.
- Johnson, Jay and Margery Jean Holman. . Toronto, Canada: Canadian Scholars' Press. 2004. ISBN 1-55130-247-0. OCLC 55973445.
- Jones, Robyn L.; Armour, Kathleen M. . Harlow, Essex, England: Longman. 2000. ISBN 0-582-41912-3. OCLC 46486583.
- Laker, Anthony. . London, UK; New York, NY: RoutledgeFalmer. 2002. ISBN 0-415-23593-6. OCLC 46732587.
- Lenskyj, Helen Jefferson. . Toronto: Women's Press. 2003.
- Loland, Sigmund,; Skirstad, Berit; Waddington, Ivan. . London, UK; New York, NY: Routledge. 2006. ISBN 0-415-35703-9. OCLC 60453764.
- Maguire, Joseph A. . Champaign, IL: Human Kinetics. 2002. ISBN 0-88011-972-1. OCLC 48162875.
- Joseph A. Maguire; Kevin Young (编). . Amsterdam, The Netherlands; Boston, MA: JAI. 2002. ISBN 0-7623-0742-0. OCLC 48837757.
- Nixon, Howard L. . Boulder, CO: Paradigm Publishers. 2008. ISBN 978-1-59451-442-5. OCLC 181368766.
- Scambler, Graham. . Maidenhead, England; New York, NY: Open University Press. 2005. ISBN 0-335-21071-6. OCLC 58554471.
- Scraton, Sheila and Anne Flintoff. . London, UK; New York, NY: Routledge. 2002. ISBN 0-415-25952-5. OCLC 47255389.
- Sugden, John Peter and Alan Tomlinson. . London, England; New York, NY: Routledge. 2002. ISBN 0-415-25100-1. OCLC 50291216.
- Tomlinson, Alan. . Minneapolis, MN: University of Minnesota Press. 2005. ISBN 0-8166-3382-7. OCLC 57000964.
- Tomlinson, Alan and Christopher Young. . Albany, NY: State University of New York Press. 2006. ISBN 0-7914-6615-9. OCLC 57349033.
- Waddington, Ivan. . London, UK; New York, NY: E & FN Spon. 2000. ISBN 0-419-25190-1. OCLC 42692125.
- Woods, Ron B. . Champaign, IL: Human Kinetics. 2007. ISBN 0-7360-5872-9. OCLC 70673116.
- Yiannakis, Andrew and  Merrill J. Melnick.  Revised. Champaign, IL: Human Kinetics. 2001. ISBN 0-7360-3710-1. OCLC 45207842.
- Young, Kevin and  Kevin B. Wamsley. . Amsterdam, The Netherlands; Oxford, UK: Elsevier JAI. 2005. ISBN 978-0-7623-1181-1. OCLC 62133166.
- Young, Kevin and Philip White.  2nd. Don Mills, ON: Oxford University Press. 2007. ISBN 0-19-541987-1. OCLC 70062619.

## 外部連結
- International Sociology of Sport Association
- North American Society for the Sociology of Sport（页面存档备份，存于）
- Sociology of Sport Journal（页面存档备份，存于）